# Sikorsky Aircraft
La Sikorsky Aircraft Corporation (in breve Sikorsky) è una azienda statunitense che produce elicotteri ed ha sede a Stratford nel Connecticut.

## Storia
La società è stata fondata nel 1923 dall'ingegnere aeronautico americano di origine ucraina Igor Sikorsky, pioniere dell'aviazione, il quale fu l'ideatore del primo elicottero in configurazione a singolo rotore, stabile e controllabile al punto di essere prodotto su larga scala a partire dal 1942 e dal quale venne derivata la maggior parte degli elicotteri di successo nel mondo (sebbene Sikorsky non sia l'inventore dell'elicottero).
La società divenne parte della United Aircraft nel 1934, ora United Technologies Corporation (UTC) e rimane una delle società leader mondiali nella produzione di elicotteri, nota per i suoi modelli UH-60 Black Hawk e SH-60 Sea Hawk, oltre che per i modelli sperimentali quali il Sikorsky X-Wing. La Sikorsky è uno dei maggiori fornitori del Ministero della difesa americano (DoD) e ha fornito gli elicotteri per il presidente degli Stati Uniti, il "Marine One" dal 1957. Da annotare che nel gennaio 2005 il governo degli Stati Uniti ha selezionato il Lockheed Martin AgustaWestland EH101 per sostituire i Sikorsky VH-3 (H-3 Sea King) e VH-60 (UH-60 Black Hawk) che attualmente assolvono questo compito.
La UTC ha recentemente acquisito la Schweizer Aircraft Corp., che attualmente è una sussidiaria della Sikorsky. Le linee di prodotto delle due aziende sono complementari, poiché la Sikorsky si concentra principalmente sugli elicotteri di tipo medio e grande, mentre la Schweizer produce piccoli elicotteri, UAV, alianti, e aeroplani leggeri. L'accordo con la Schweizer è stato firmato il 26 agosto, 2004, esattamente una settimana dopo la morte di Paul Schweizer, fondatore della ditta e proprietario della maggioranza azionaria.
Lo stabilimento principale e gli uffici amministrativi della Sikorsky sono a Stratford nel Connecticut. Le altre sedi sono Shelton e Bridgeport nel Connecticut; West Palm Beach in Florida e Troy in Alabama. Le altre sussidiarie sono a Trumbull (Connecticut), Coatesville (Pennsylvania) e Grand Prairie nel Texas, oltre alle rappresentanze nelle varie parti del mondo.
Dal 6 novembre 2015 fa parte del gruppo Lockheed Martin, essendo stata completata l'acquisizione dalla stessa.

## Velivoli
Sikorsky progettò quasi tutti i suoi modelli identificandoli con un numero preceduto da una "S". I numeri da S-1 fino a S-20 furono progettati da Igor Sikorsky in Russia. I modelli successivi, particolarmente gli elicotteri, hanno ricevuto differenti designazioni in conformità alle norme utilizzate dalla forze armate americane, in base alla tipo di utilizzo (UH, SH, e MH), pur condividendo la stessa struttura e differenziandosi solo per minime varianti nell'equipaggiamento. In alcuni casi, i velivoli sono stati inviati in Sikorsky o da un altro fabbricante per introdurre ulteriori modifiche, creando ulteriori varianti partendo dalla stessa versione base.

## Versioni

### Aeroplani
- Sikorsky S-28:
- Sikorsky S-29-A: Biplano bimotore da trasporto. Primo Sikorsky costruito negli USA. Appare nel film di Howard Hughes Hell's Angels del 1924.
- Sikorsky S-30: bimotore, non costruito (1925)
- Sikorsky S-31: biplano monomotore (1925)
- Sikorsky S-32: biplano biposto monomotore (1926)
- Sikorsky S-33: "Messenger" biplano monomotore (1925)
- Sikorsky S-34: prototipo di idrovolante bimotore (1927)
- Sikorsky S-35: prototipo di biplano trimotore (1926)
- Sikorsky S-36: "Amphibion" idrovolante bimotore ad otto posti (1927)
- Sikorsky S-37: "Guardian" idrovolante bimotore ad otto posti (1927)
- Sikorsky S-38: idrovolante bimotore ad otto posti (USN PS) (1928–1933)
- Sikorsky S-39: variante monomotore a cinque posti dell'S-38 (1929–1932)
- Sikorsky S-40: "Flying Forest" idrovolante quadrimotore per 28 passeggeri (1931)
- Sikorsky S-41: idrovolante bimotore (1931)
- Sikorsky S-42: "Clipper" idrovolante quadrimotore (1934–1935)
- Sikorsky S-43: "Baby Clipper" idrovolante anfibio bimotore (1935–1937) (Army OA-1, USN JRS-1)
- Sikorsky S-44: idrovolante quadrimototre (1937)
- Sikorsky S-45: idrovolante a sei motori per la Pan Am (non costruito)

### Elicotteri
Tra parentesi la denominazione militare USA
- Sikorsky R-4: (Vought-Sikorsky VS 316 [S-48] Hoverfly) primo elicottero del mondo prodotto in serie e primo elicottero in dotazione all'U.S. Army Air Corp: progettato in collaborazione con la Vought (1940)
- Sikorsky R-6: (Vought-Sikorsky VS 316A Hoverfly II) elicottero progettato per aumentare carico, autonomia, velocità e quota di tangenza dell'R-4 (1943)
- Sikorsky S-51: (H-5 Dragonfly) primo elicottero commercializzato al mondo. (1946)
- Sikorsky S-52: elicottero con rotori completamente metallici (1947)
- Sikorsky S-55: (H-19 Chickasaw) elicottero utility (1949)
- Sikorsky S-56: (H-37A Mojave) elicottero bimotore (1953)
- Sikorsky S-58: (H-34 Choctaw o Sea Bat) S-55 potenziato e con fusoliera modificata (1954)
- Sikorsky S-60: prototipo di "gru volante" elicottero distrutto in un incidente nel 1961 (1959)
- Sikorsky S-61: (SH-3 Sea King) elicottero biturbina antisommergibile (ASW), ha avuto molte varianti compreso quella designata HH-3 "Jolly Green Giant" per compiti Combat-SAR (Search and rescue) la cui versione per impiego su ambiente marino (HH-3F) viene denominata "Pelican". È la variante con fusoliera allungata e motorizzato con due turbine del precedente S-62 (1959)
- Sikorsky S-62: (HH-52 Seaguard) primo elicottero anfibio della Sikorsky e padre del S-61 ma con fusoliera corta e con un'unica turbina (1958)
- Sikorsky S-64: (CH-54 Tarhe, detto anche Sky Crane) elicottero senza fusoliera chiusa e con organi meccanici in comune a S-65/CH-53 per compiti di "gru volante" (1962)
- Sikorsky S-65: (CH-53 Sea Stallion) elicottero biturbina da trasporto medio/pesante (1964)
- Sikorsky S-67: prototipo di elicottero da attacco (1970)
- Sikorsky S-69: prototipo con rotori coassiali controrotanti e coda convenzionale (1973)
- Sikorsky S-70: (UH-60 Black Hawk, SH-60 Sea Hawk) elicottero utility e per compiti di trasporto tattico d'assalto che ha sostituito in questi compiti i precedenti Bell della serie UH-1, mentre in campo marittimo ha sostituito c/o l'US Navy sia i precedenti Kaman SH-2 Seasprite che gli SH-3 Sea King imbarcati (1974)
- Sikorsky S-72: utilizzato per ricerche sui rotori dalla NASA (1975)
- Sikorsky S-76 Spirit: elicottero per trasporto civile a 14 posti (1977)
- Sikorsky S-80: (CH-53E Super Stallion) elicottero pesante da trasporto derivato dal S-65 ma potenziato da tre motori a turbina (1974)
- Sikorsky S-92: (Sikorsky H-92) elicottero medio a 19 posti (1998)
- Sikorsky X2: dimostratore con rotori controrotanti, considerato l'elicottero più veloce del mondo potendo raggiungere i ca 460 km/h. EnIt
- Sikorsky S-97: prototipo di elicottero da ricognizione ed attacco ad alta velocità (programma cancellato)
- Sikorsky-Boeing SB-1 Defiant: prototipo di elicoplano da ricognizione e trasporto (programma cancellato)

### Altri velivoli
- Sikorsky Cypher: UAV a forma toroidale(1992)
- Sikorsky Cypher II: sviluppo del Cypher (2001)
- Sikorsky Firefly: elicottero sperimentale elettrico

### Navi
Verso la fine degli anni sessanta la Sikorsky in difficoltà decise di differenziare i prodotti e si aggiudicò una commessa per 32 navi dragamine per utilizzo fluviale, progettate per la Guerra del Vietnam e denominate ASPB (acronimo di Assault Support Patrol Boat).

## Utilizzatori
Gli elicotteri Sikorsky sono utilizzati in una grande varietà di applicazioni equamente suddivise tra commerciali e militari. Ciò fornisce alla Sikorsky un'ampia base di clienti negli Stati Uniti e nel mondo.
- Nel 1938, Howard Hughes comprò un S-43 con l'intenzione di effettuare un giro del mondo. Hughes è ritratto nel film The Aviator mentre insegna a Katharine Hepburn a volare con un S-38.
- La Pan American World Airways utilizzò gli S-40, gli S-42 e altri modelli per i suoi primi servizi a lungo raggio con idrovolanti detti "flying clippers".
- Nel gennaio 2005, la Marina di Singapore (Republic of Singapore Navy) (RSN) ha acquisito sei nuovi Sikorsky S-70B in configurazione navale per impiegarli sulle nuove fregate classe Formidable  Archiviato il 27 settembre 2007 in Internet Archive..

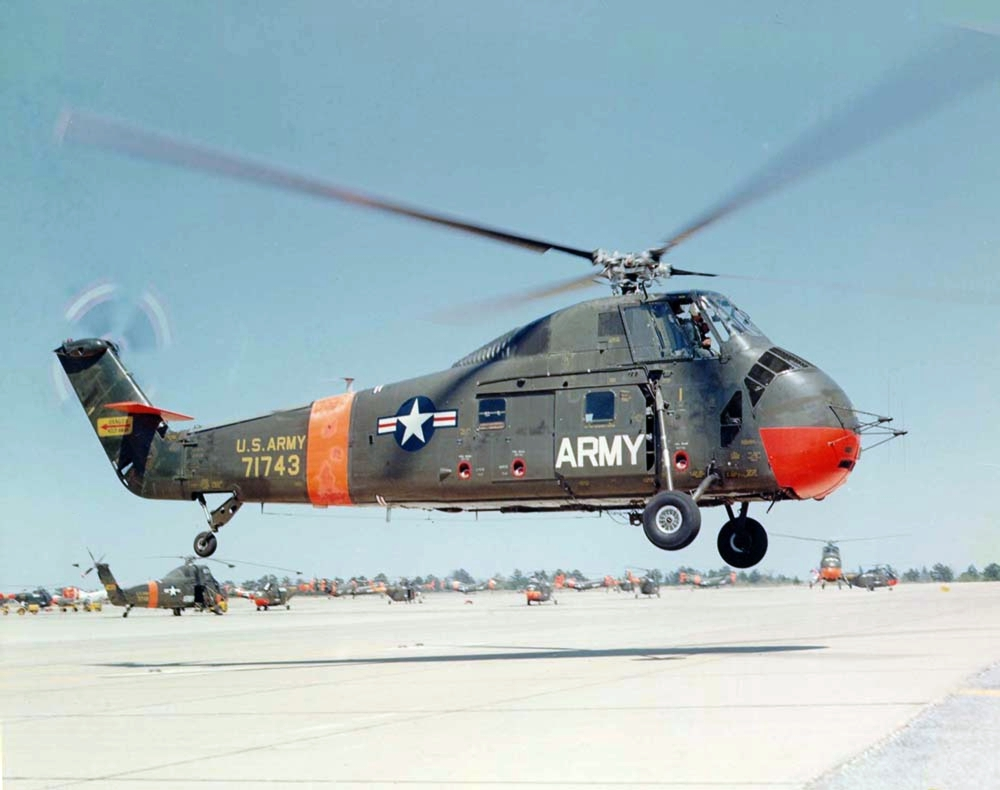
H-34 Choctaw
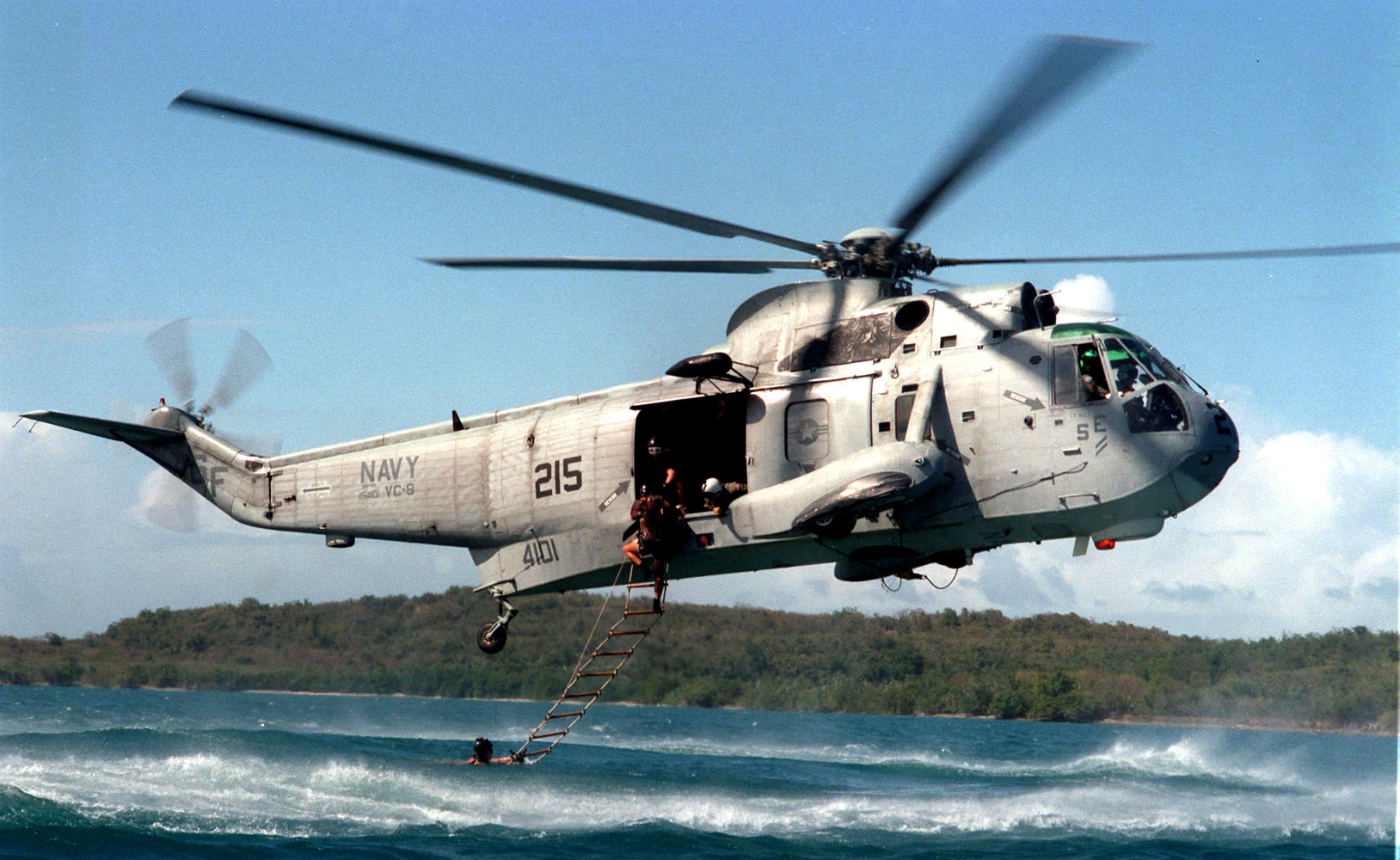
SH-3H Sea King
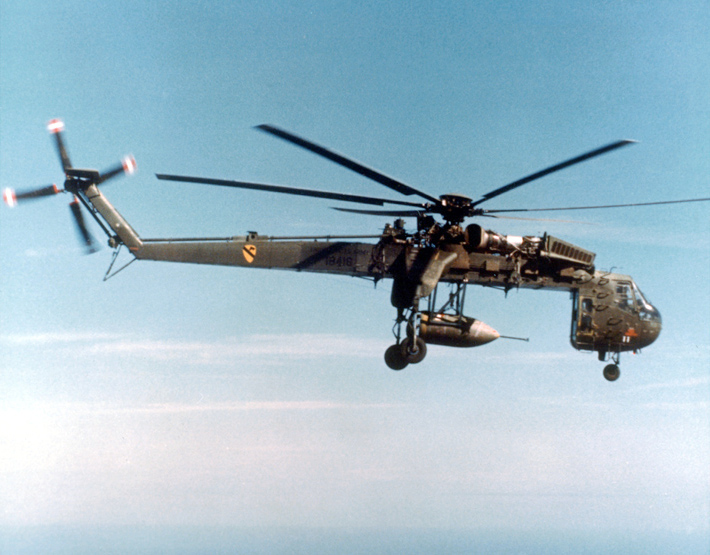
CH-54 Skycrane
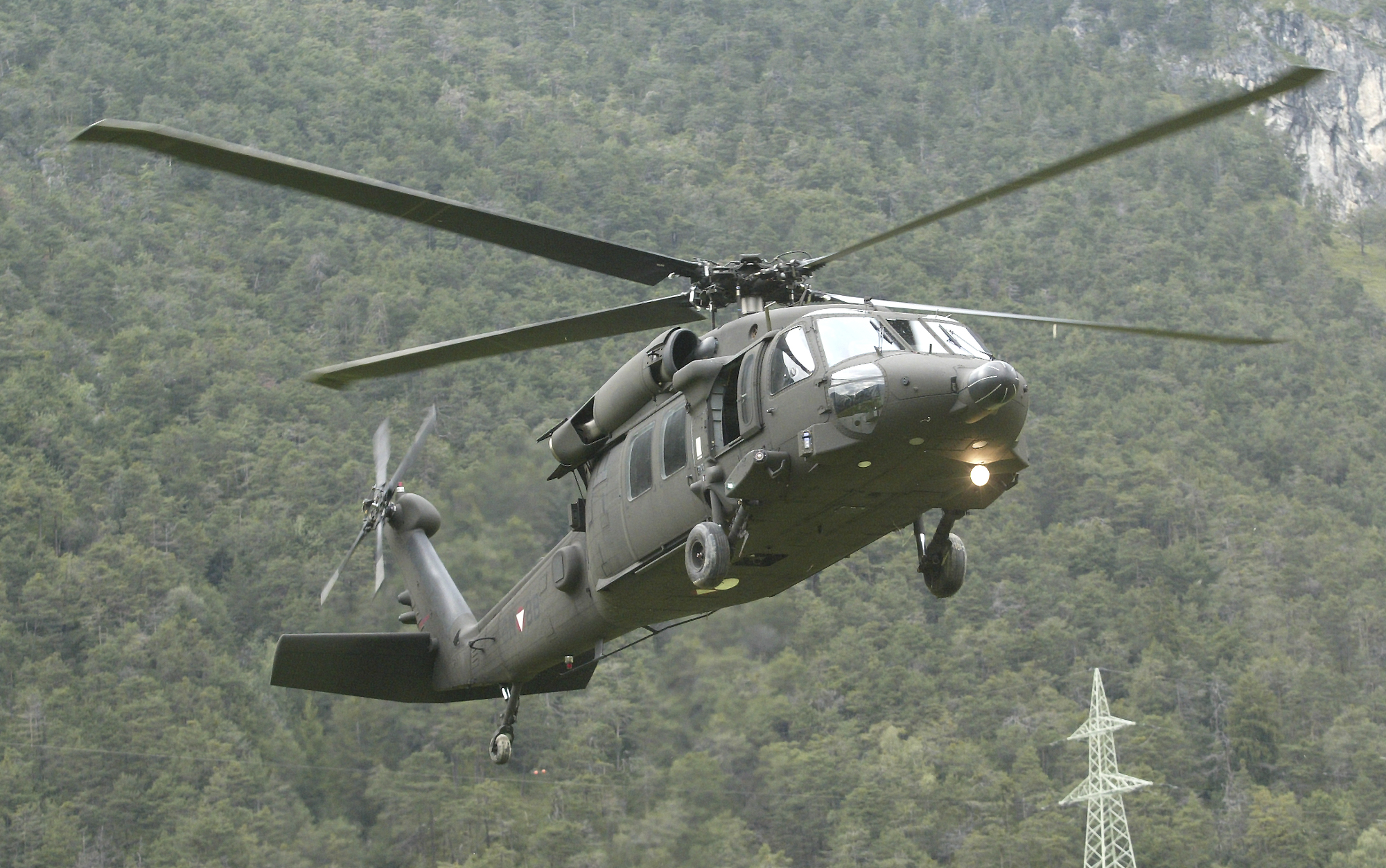
S-70 austriaco
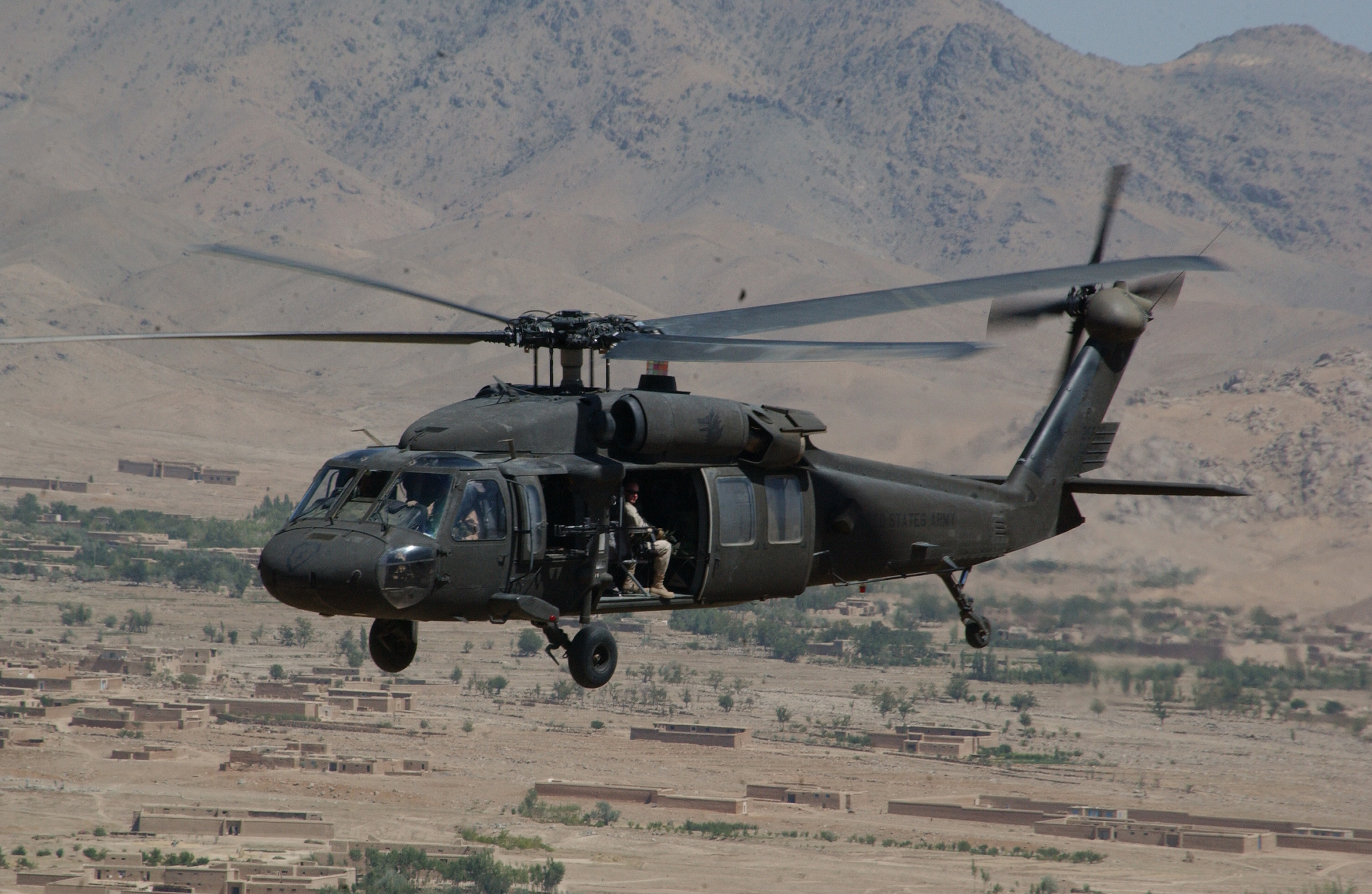
UH-60 Black Hawk
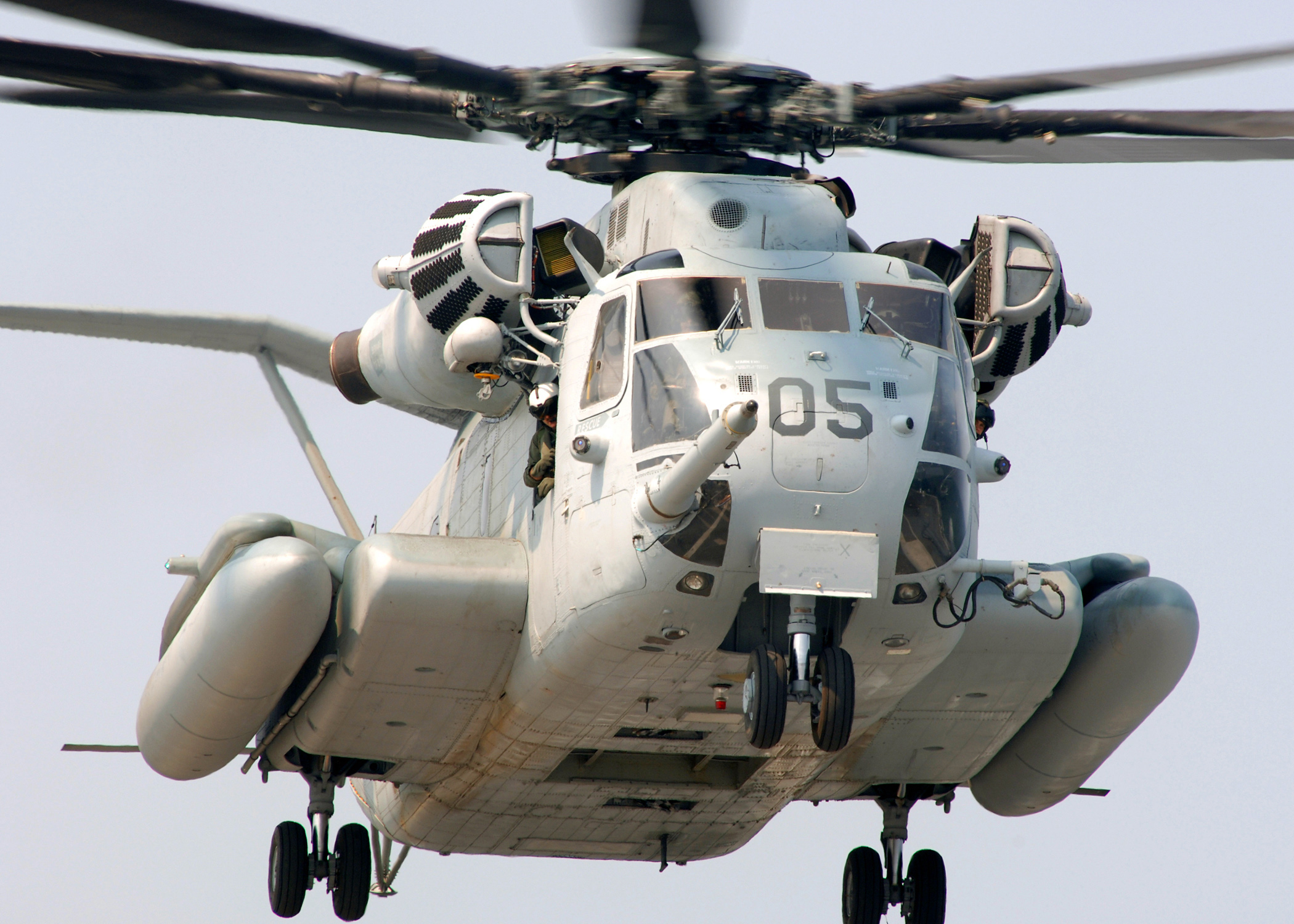
CH-53 Super Stallion
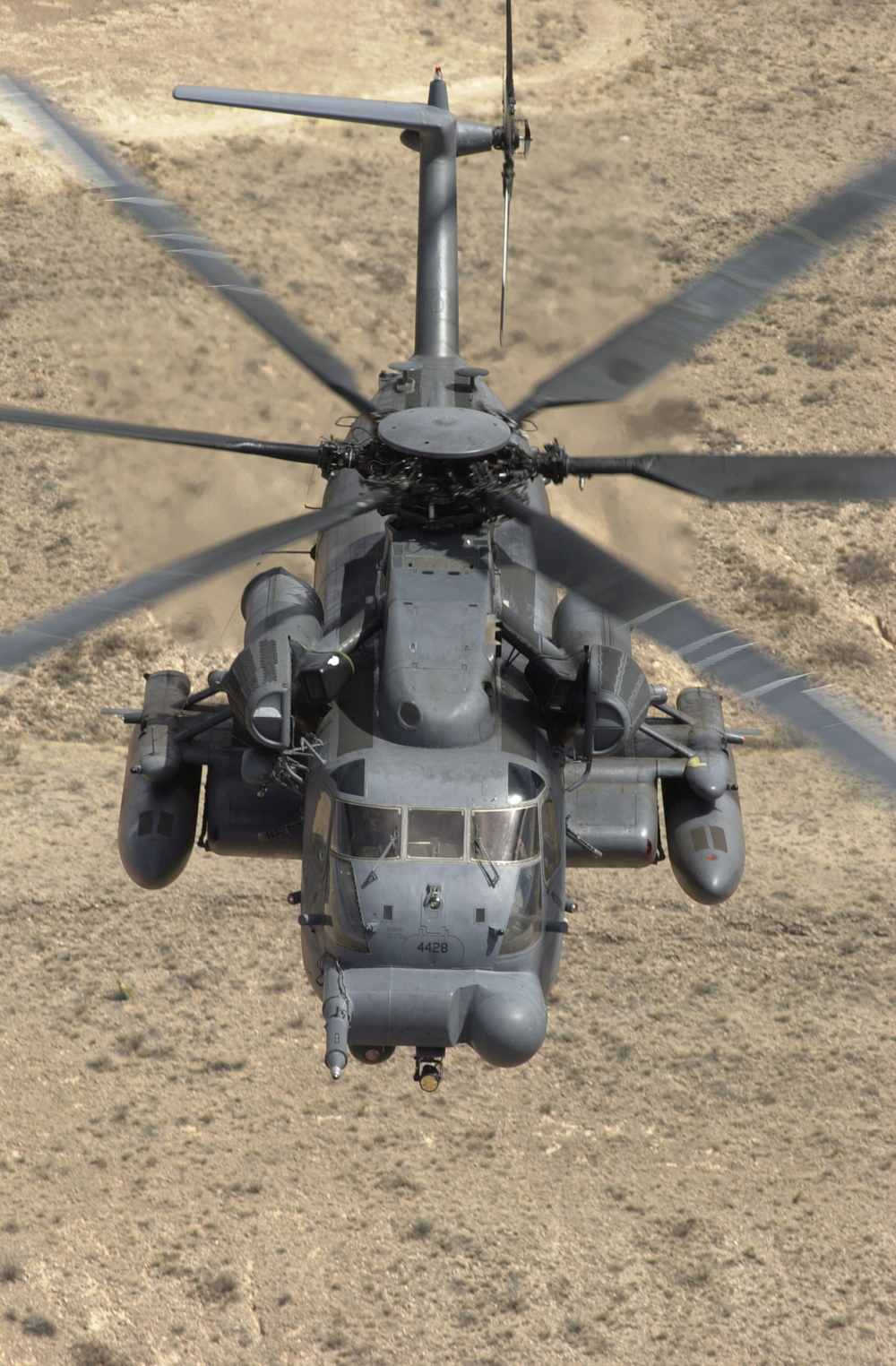
MH-53J Pave Low III